# 영동고등학교 (충북)
영동고등학교(永同高等學校)는 충청북도 영동군 영동읍 계산로에 있는 공립 고등학교이다.

## 학교 연혁
- 1951년 8월 31일 : 영동고등학교 설립인가
- 1951년 9월 26일 : 개교(3학급 인가) 초대 한희요 교장 취임
- 1987년 3월 1일 : 영동여자고등학교 폐교로 통합(영동여고 32회)
- 2002년 8월 28일 : 영동학사 신축이전
- 2007년 2월 15일 : 다목적실 영등관 준공
- 2009년 3월 1일 : 기숙형 고교 운영, 2학사 증축(2010.2.18)
- 2010년 3월 1일 : 자율학교(과학중점) 및 창의경영학교 운영
- 2011년 6월 7일 : 역도관 개관 및 인조잔디구장 준공
- 2022년 3월 1일 : 제26대 이철우 교장 취임
- 2024년 2월 7일 : 제72회 졸업식 (졸업생 121명, 누계 18,421명)
- 2024년 3월 4일 : 입학식(남 64명, 여 57명 계 121명)

## 갤러리

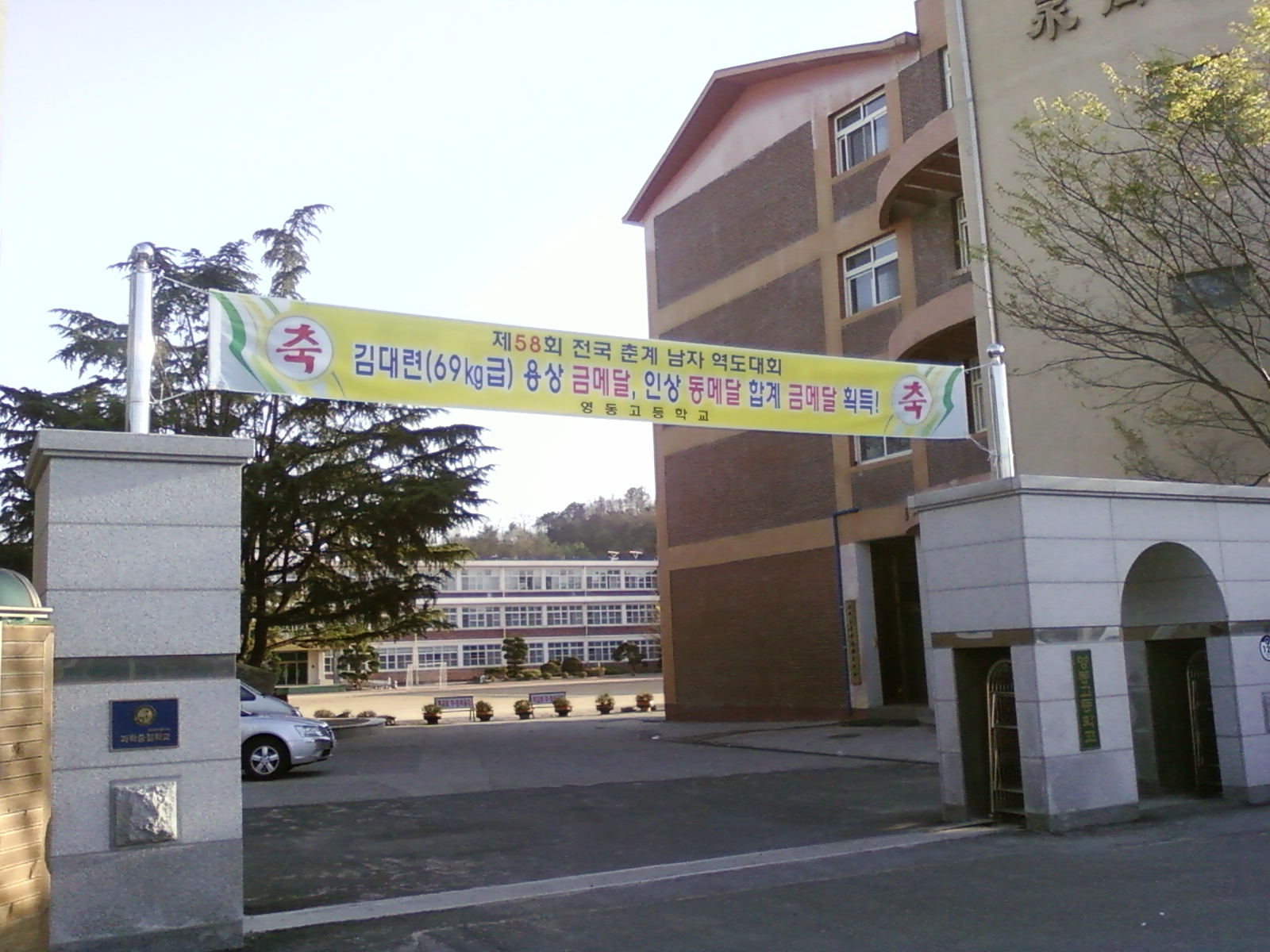
영동고등학교 교문
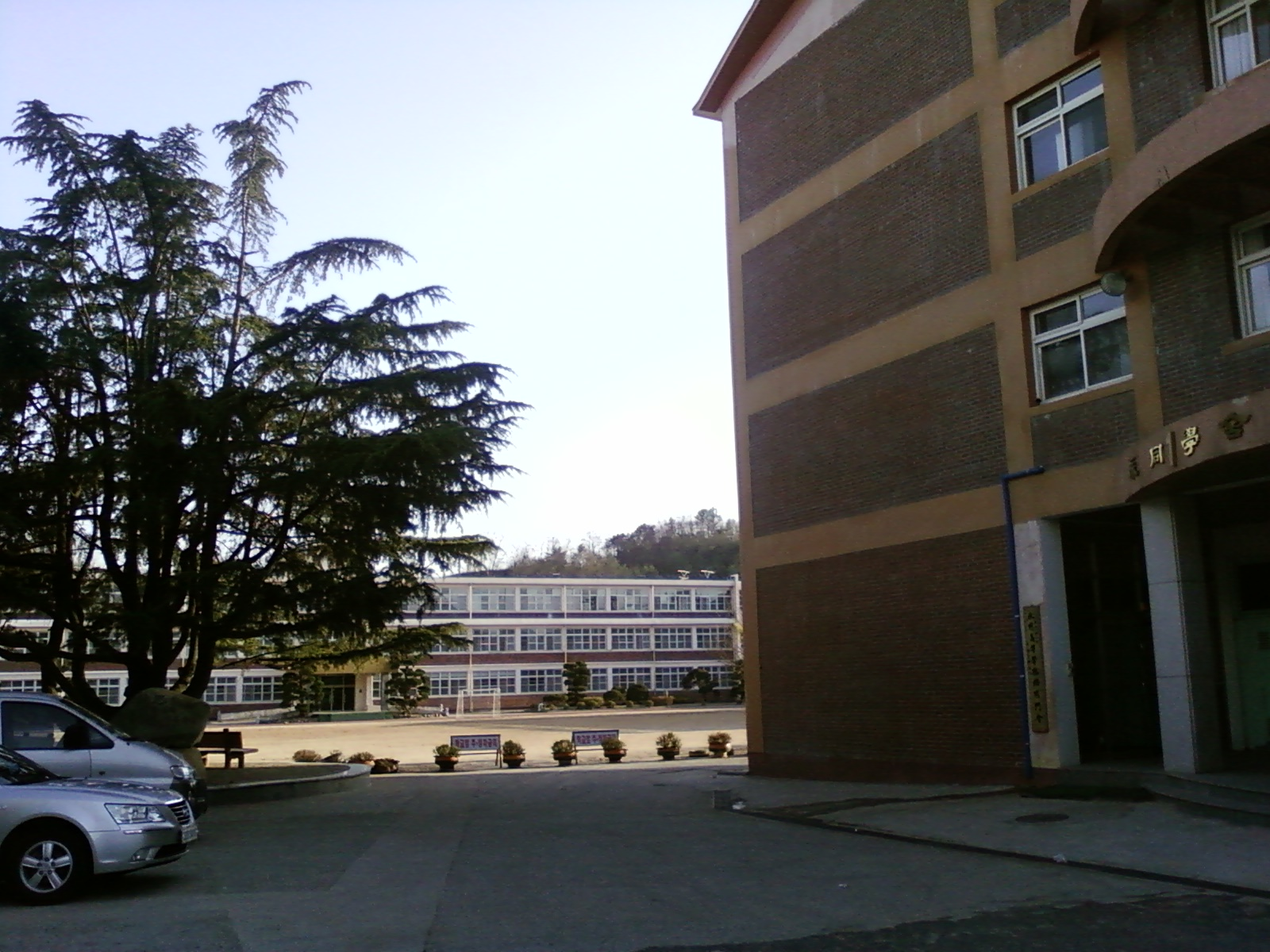
우측 건물은 기숙사 시설, 영동학사
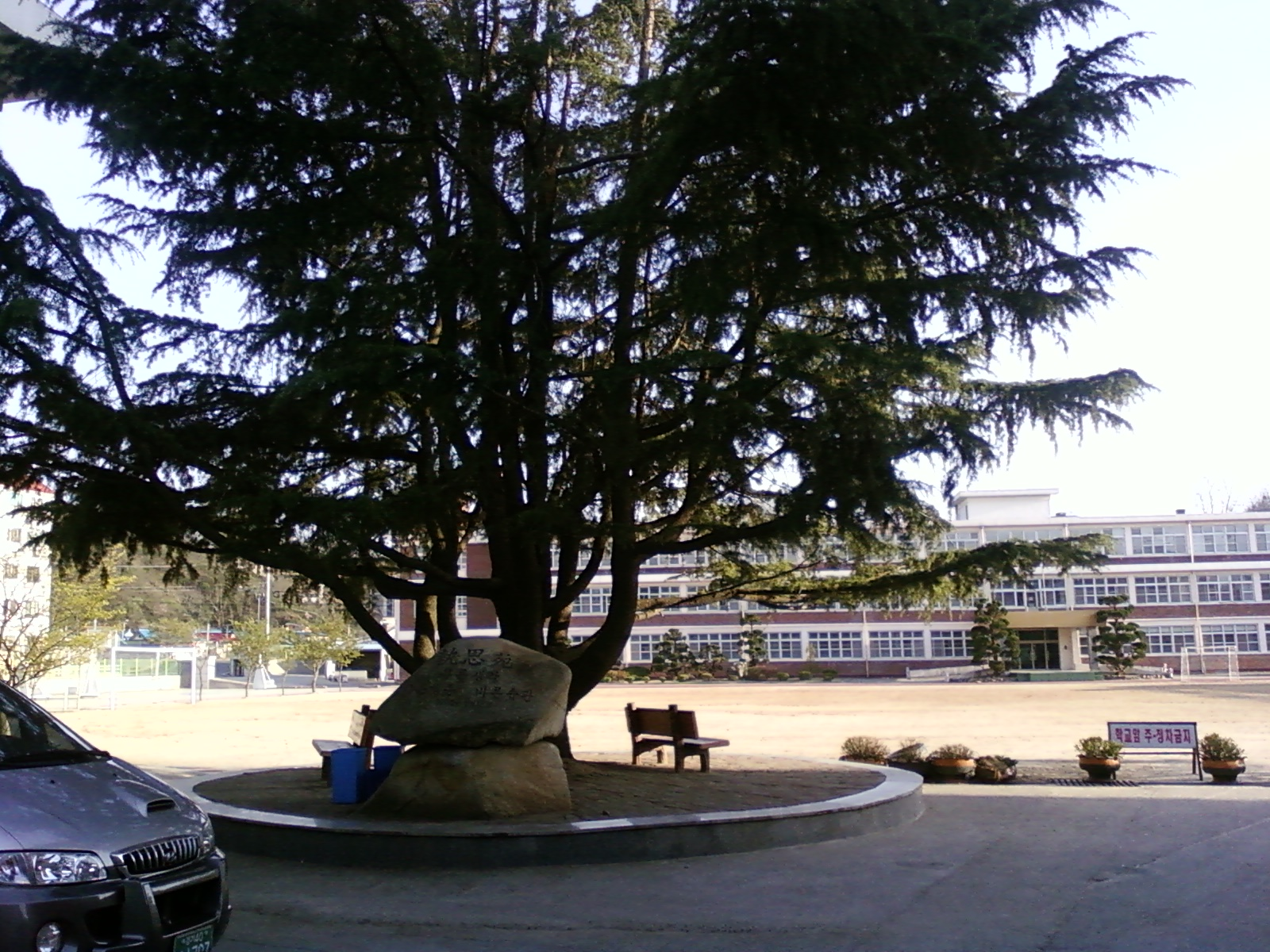
영동고등학교의 교목, 히말라야시다
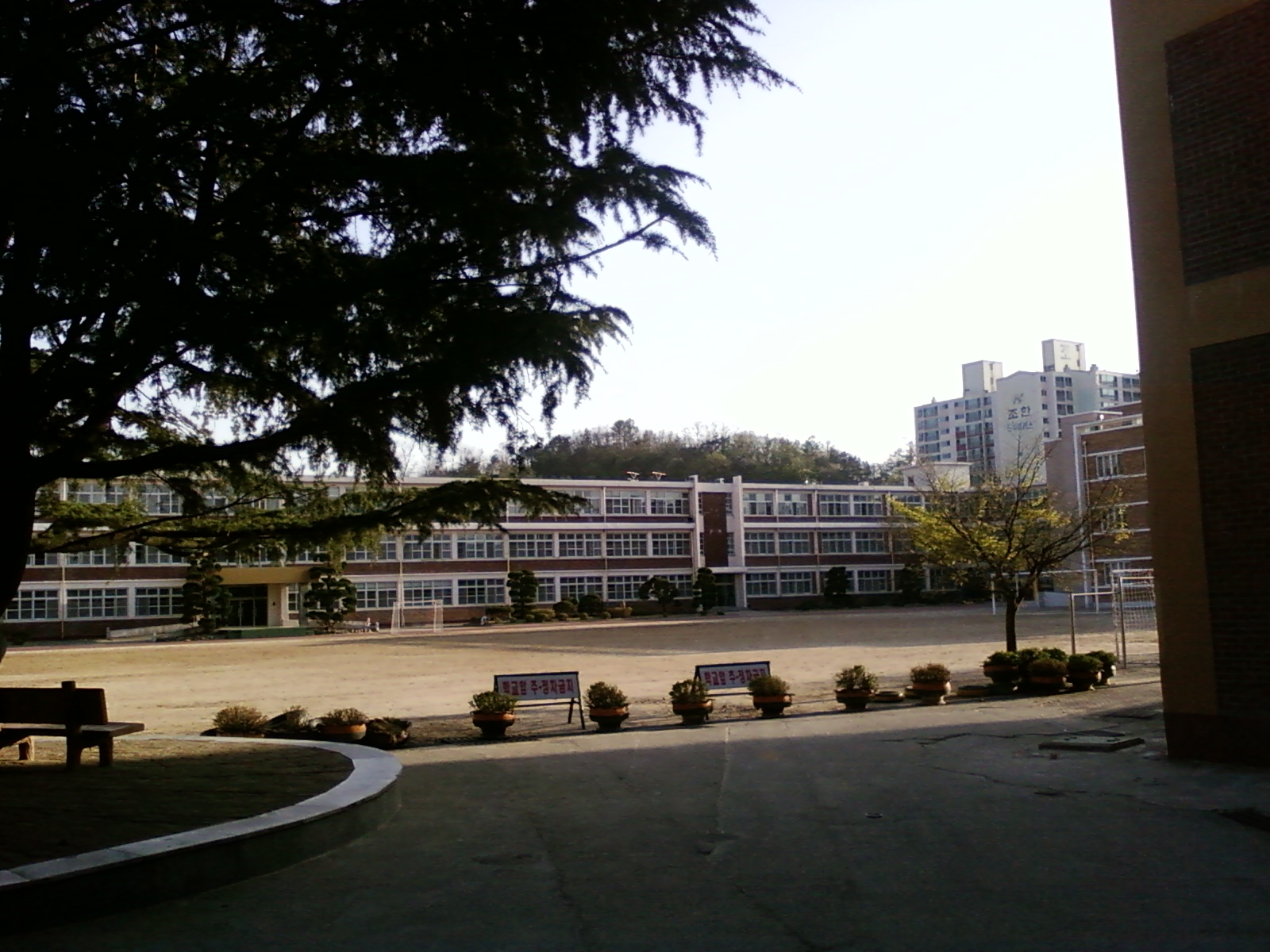
본관 및 운동장 모습
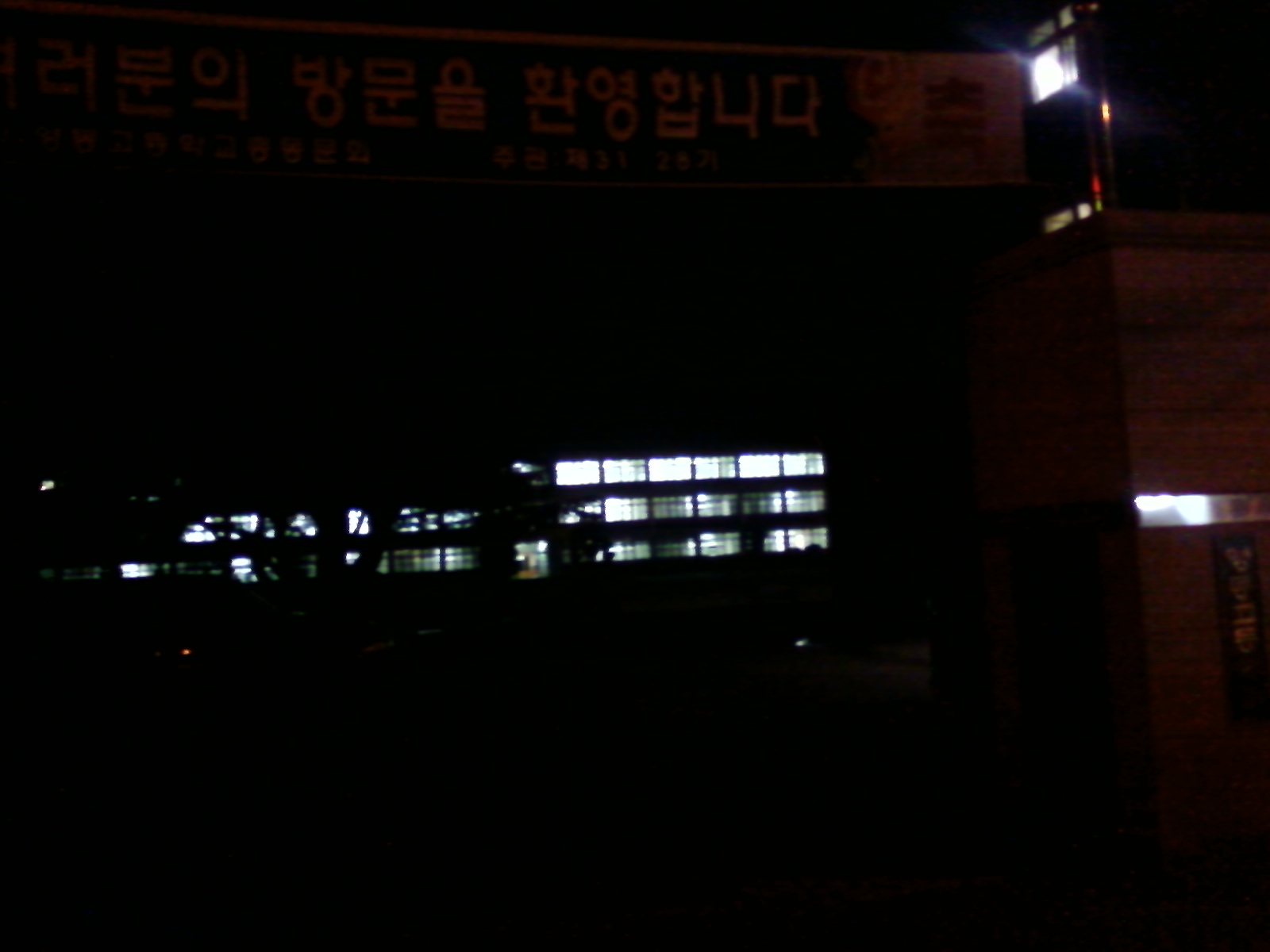
야간 모습

## 참고 자료
- 영동고등학교 - 한국교육학술정보원 학교알리미